# اس‌ام‌اس فراونلوب (۱۸۵۵)
اس‌ام‌اس فراونلوب(۱۸۵۵) (به انگلیسی: SMS Frauenlob (1855)) یک کشتی است که طول آن ۳۲٫۱ متر (۱۰۵ فوت ۴ اینچ) می‌باشد. این کشتی در سال ۱۸۵۵ ساخته شد.